# Cerapachys papuanus
Cerapachys papuanus é uma espécie de formiga do gênero Cerapachys.